# Olá
Olá è un comune (corregimiento) della Repubblica di Panama situato nel distretto di Olá, provincia di Coclé, di cui è capoluogo. Si estende su una superficie di 80,7 km² e conta una popolazione di 1.419 abitanti (censimento 2010).